# Nicolas Chédeville
Nicolas Chédeville /nikɔ'la ʃed(ə)'vil/ (Serez, 20 febbraio 1705 – Parigi, 6 agosto 1782) è stato un oboista e compositore francese.

## Biografia
Chédeville nacque a Serez, nel dipartimento dell'Eure; i suoi fratelli Pierre (1694-1725) ed Esprit Philippe (1696-1762) furono anch'essi musicisti. Louis Hotteterre, suo prozio e padrino, potrebbe essere stato suo insegnante di musica e di costruzione di strumenti. Iniziò a suonare l'oboe e la musette (uno strumento simile alla cornamusa tipico del barocco francese) nell'orchestra dell'Opéra National de Paris negli anni venti del '700. Dopo la morte di Jean Hotteterre nel 1732, prese il suo posto in Les grands hautbois, l'orchestra di oboi reale. Si ritirò dall'Opéra nel 1748, ma saltuariamente continuò a suonarvi la musette. 
A partire dal 1750 circa diede lezioni di musette alla principessa Vittoria e divenne un popolare insegnante presso l'aristocrazia, conquistando il titolo di maître de musette des Mesdames de France. 
Verso il 1775, a settant'anni, sposò la figlia più giovane di un valletto che una volta aveva lavorato per il Duca d'Orléans, e continuava a definirsi musettista del re. Ma questi ultimi anni furono segnati da difficoltà finanziarie: le sue dieci case furono cedute ai creditori e in seguito a questo si separò dalla moglie. Nel 1777 riprende servizio presso Les grands hautbois, ma nel 1778 dichiarò bancarotta e morì a Parigi quattro anni dopo, nel 1782 (e non nel 1780, come affermato erroneamente da Jean-Benjamin de La Borde ). Nel 1790 gli avvocati non erano ancora riusciti a risolvere tutti i problemi causati dai suoi dissesti finanziari.
Jean-Benjamin de La Borde lo definì "il più grande musettista che la Francia abbia mai avuto". Fu anche un costruttore di musette, ed estese verso il basso l'estensione dello strumento fino al do centrale.

## Opere
Le sue composizioni erano destinate al divertimento e al diletto di benestanti musicisti dilettanti; l'aristocrazia francese dell'epoca amava svagarsi suonando strumenti che richiamavano un'atmosfera pastorale, come il flauto, per lasciarsi andare a romantiche fantasie di vita contadina (prima della Rivoluzione vista in modo completamente diverso).
Le prime pubblicazioni delle sue opere furono raccolte di pezzi per musette o ghironda intitolate Amusements champêtres ("divertimenti campestri"), del 1729. Lui stesso si chiamava "Chédeville le jeune", e più tardi "Chédeville le cadet". In seguito pubblicò un'altra raccolta di Amusements champêtres, musicalmente e tecnicamente più complessi rispetto alla prima serie. Più varietà si trova nell'op. 6, i cui pezzi portano nomi di battaglie ed evocano immagini di guerra, ispirati a una campagna militare cui Chédeville aveva partecipato insieme al Principe di Conti. Ritornò brevemente a uno stile più serio e dall'influenza italiana con l'op. 7, scritta specificamente per flauto, oboe o violino.

### Simulazione di Vivaldi
Nel 1737 Chédeville fece un accordo segreto con Jean-Noël Marchand per pubblicare una raccolta di propri pezzi come op. 13 di Antonio Vivaldi, intitolata Il pastor fido. Chédeville fornì il denaro e ricevette i proventi, come attestato in un atto notarile di Marchand del 1748. Probabilmente fu un tentativo di dare al proprio strumento, la musette, l'appoggio di un grande compositore che fino a quel momento mancava.
Il suo interesse per la musica italiana gli consentì, nell'agosto del 1739, di ottenere il privilegio di pubblicare arrangiamenti per musette, ghironda o flauto di concerti e sonate di dieci specifici autori italiani, oltre a Johann Joachim Quantz e Antoine Mahaut. Le printems, ou Les saisons amusantes (1739) è un risultato particolarmente interessante di questo privilegio; si tratta di un arrangiamento delle Quattro stagioni di Vivaldi per ghironda o musette, violino e flauto (il semplice termine "flauto" allora si riferiva al flauto dolce). Sostituì l'originale Estate con il concerto n. 9 dell'op. 8 dello stesso Vivaldi, spostò il movimento centrale dell'Inverno all'Autunno e sostituì l'Inverno con il concerto n. 12 dell'op. 8. Il tutto fu arrangiato e combinato in modo estremamente libero da Chédeville con altro materiale vivaldiano.

## Composizioni
Pubblicate a Parigi. Tutte le opere per strumento solista hanno l'accompagnamento del basso continuo. "/" indica una strumentazione alternativa.
- Op.[1]: Amusements champêtres, livre 1er (1729); per 1 e 2 musette/ghironde.
- Op.[2]: Amusements champêtres, livre 2e (1731); per 1 e 2 musette/ghironde/flauti/oboi.
- Op.[3]: Troisième livre d'amusements champêtres (1733); per musette/ghironda/flauto/oboe/violino.
- Op.4: Les danses amuzantes mellées de vaudeville (1733); per 2 musette/ghironde/flauti/oboi/violini.
- Op.5: Sonates amusantes (1734); per 1 e 2 musette/ghironde/flauti/oboi/violini.
- Op.6: Amusemens de Bellone, ou Les plaisirs de Mars (1736); per 1 e 2 musette/ghironde/flauti/oboi.
- Op.7: 6 sonates (1739); per flauto/oboe/violino.
- Op.8: Les galanteries amusantes (1739); per 2 musette/ghironde/flauti/violini.
- Op.9: Les Deffis, ou L'étude amusante; per musette/ghironda.
- Op.10: Les idées françoises, ou Les délices de Chambray (1750); per 2 musette/ghironde/flauti/oboi/violini.
- Op.11: perduta.
- Op.12: Les impromptus de Fontainebleau (1750); per 2 musette/ghironde/violini/pardessus de viole/flauti/oboi.
- Op.13: perduta.
- Op.14: Les variations amusantes: pièces de différents auteurs ornés d'agrémens (include variazioni su Les folies d'Espagne); per 2 musette/ghironde/pardessus de viole/flauti/oboi.

### Arrangiamenti
- Il pastor fido, sonates ... del sigr Antonio Vivaldi [di Nicolas Chédeville] (1737); per musette/ghironda/flauto/oboe/violino.
- LE PRINTEMS / ou / LES SAISONS / AMUSANTES / concertos / DANTONIO VIVALDY / Mis pour les Musettes et Vielles / avec accompagnement de Violon / Fluste et Basse continue. / PAR MR CHEDEVILLE LE CADET / Hautbois De la Chambre du Roy / et Muſette ordinaire De l'Academie Royalle / De Muſique. Opera ottava. [arrangiamento di Nicolas Chédeville delle Quattro stagioni di Vivaldi] (1739); per musette/ghironda, violino, flauto e basso continuo.
- La feste d'Iphise [arrangiamento di arie dalla Jephté di Montéclair] (1742); per 2 musette/ghironde.
- Les pantomimes italiennes dansées à l'Académie royale de musique (1742); per 1 e 2 musette/ghironde/flauti/oboi.
- Nouveaux menuets champêtres; per musette/ghironda/violino/flauto/oboe.
- [Dall']Abaco, op.4, arrangiamento per musette/ghironda/flauto/oboe.
- La feste de Cleopâtre (1751); per 2 musette/ghironde.